# Maison du Roi de Bavière
Pour les articles homonymes, voir Maison du roi (homonymie).
La « Maison du Roi de Bavière »,, (néerlandais : Koning van Beieren), parfois appelée « Maison d'Alsemberg », est une maison de style baroque située au no 12A de la Grand-Place de Bruxelles en Belgique et aux no 2-4 de la rue des Chapeliers, à droite de la « Maison des Ducs de Brabant ».
Son nom fait référence à Gambrinus, roi de la bière et mythique roi de Bavière.
Bien que située au début de la rue des Chapeliers, cette maison appartient à l'ensemble architectural de la Grand-Place et représente la dernière image qu'en garde le visiteur qui quitte la place par cette rue.

## Histoire
Après la destruction des maisons de la Grand-Place lors du bombardement de Bruxelles par les troupes françaises commandées par le maréchal de Villeroy en août 1695, la maison est reconstruite en 1699, comme l'attestent les cartouches qui ornent le haut de la façade.
La maison a été reconstruite sur l'emplacement de deux maisons adjacentes : à gauche « Den Coninck van Beieren » et à droite « Den Alsembergh ». Au XVIIIe siècle, la nouvelle maison était appelée « Den Alsembergh », mais les auteurs du XXe siècle l'ont rebaptisée « Au roi de Bavière ».
Sa belle façade de style baroque tardif est restaurée en 1906-1907 sous la direction de l'architecte J.Segers au moyen de pierre de Gobertange, de pierre d'Euville et de pierre bleue,.
En 1987, des travaux de rénovation sont effectués par la Ville de Bruxelles,.
Le 31 juillet 2012, le Hard Rock Cafe Brussels ouvre ses portes dans la Maison du Roi de Bavière,, achetant ainsi un des emplacements les plus chers de la capitale, sur la Grand-Place.

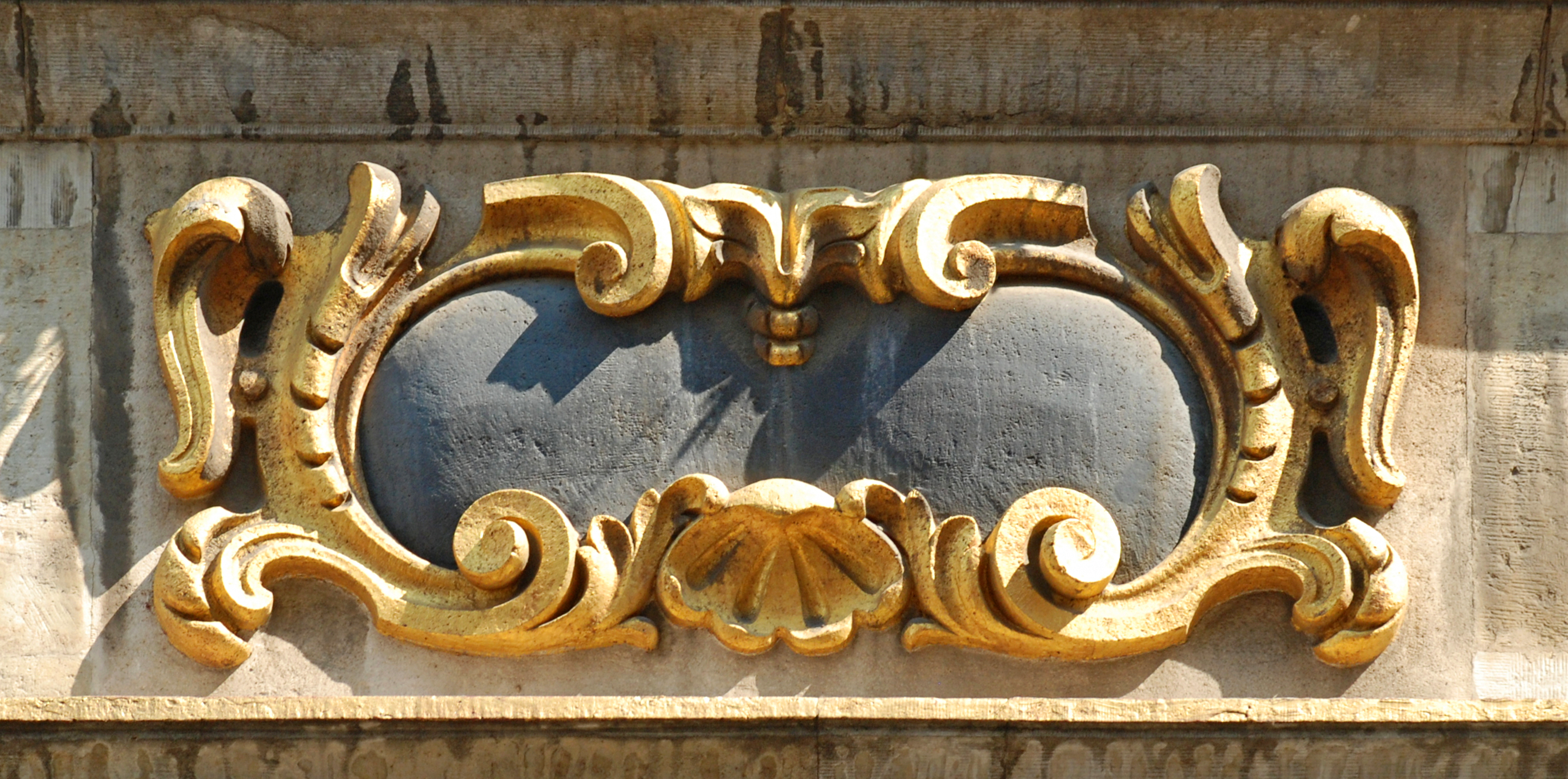
Cartouche.

## Classement
Les façades et les toitures de toutes les maisons qui bordent la Grand-Place font l'objet d'un classement au titre des monuments historiques en tant qu'ensemble depuis le 19 avril 1977 sous la référence globale 2043-0065/0.
Le classement a été étendu à d'autres parties de l'édifice le 7 novembre 2002, sous la référence 2043-0175/01.

## Architecture

### Rez-de-chaussée et entresol
La « Maison du Roi de Bavière », édifiée en pierre de taille, présente une façade de style baroque tardif composée de quatre travées et de deux niveaux surmontés d'un pignon à volutes baroque.
Le rez-de-chaussée et l'entresol sont percés de baies rectangulaires, à traverse horizontale en pierre bleue au rez-de-chaussée et à meneau au niveau de l'entresol.
Le rez-de-chaussée est percé d'une porte dont l'encadrement de pierre bleue à bossages se termine par un arc surbaissé à clé d'arc à volute. La porte est surmontée d'une baie d'imposte flanquée de volutes à godron. Cette porte présente la marque du tailleur de pierre Pierre Wincqz de Feluy (1635-1728),.
Les allèges des fenêtres latérales du demi-étage en entresol sont ornées chacune d'un beau cartouche bleu à bords dorés réalisé par F. Cosemans en 1907.

La porte d'entrée
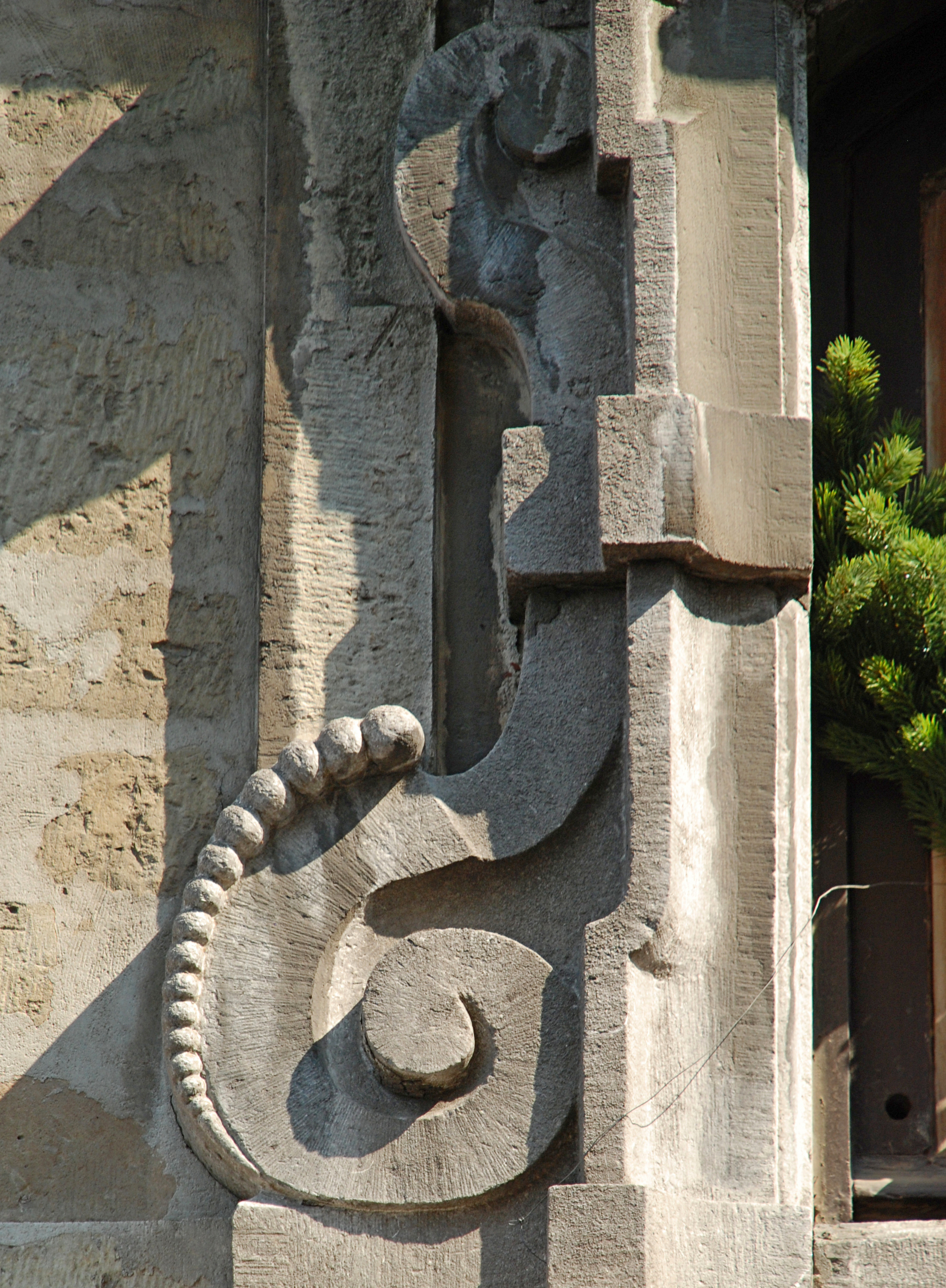
Volute à godron.
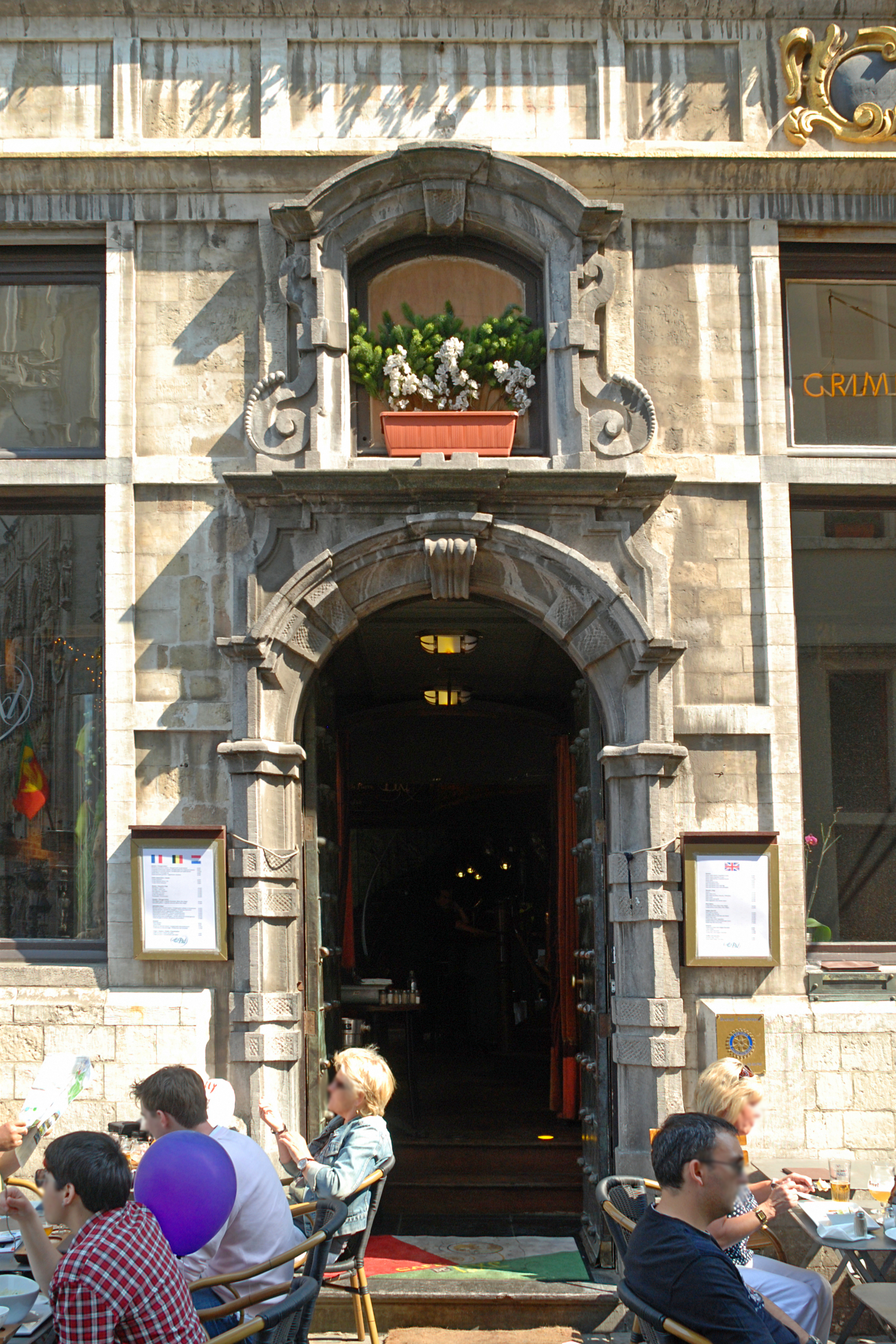
Porte d'entrée.
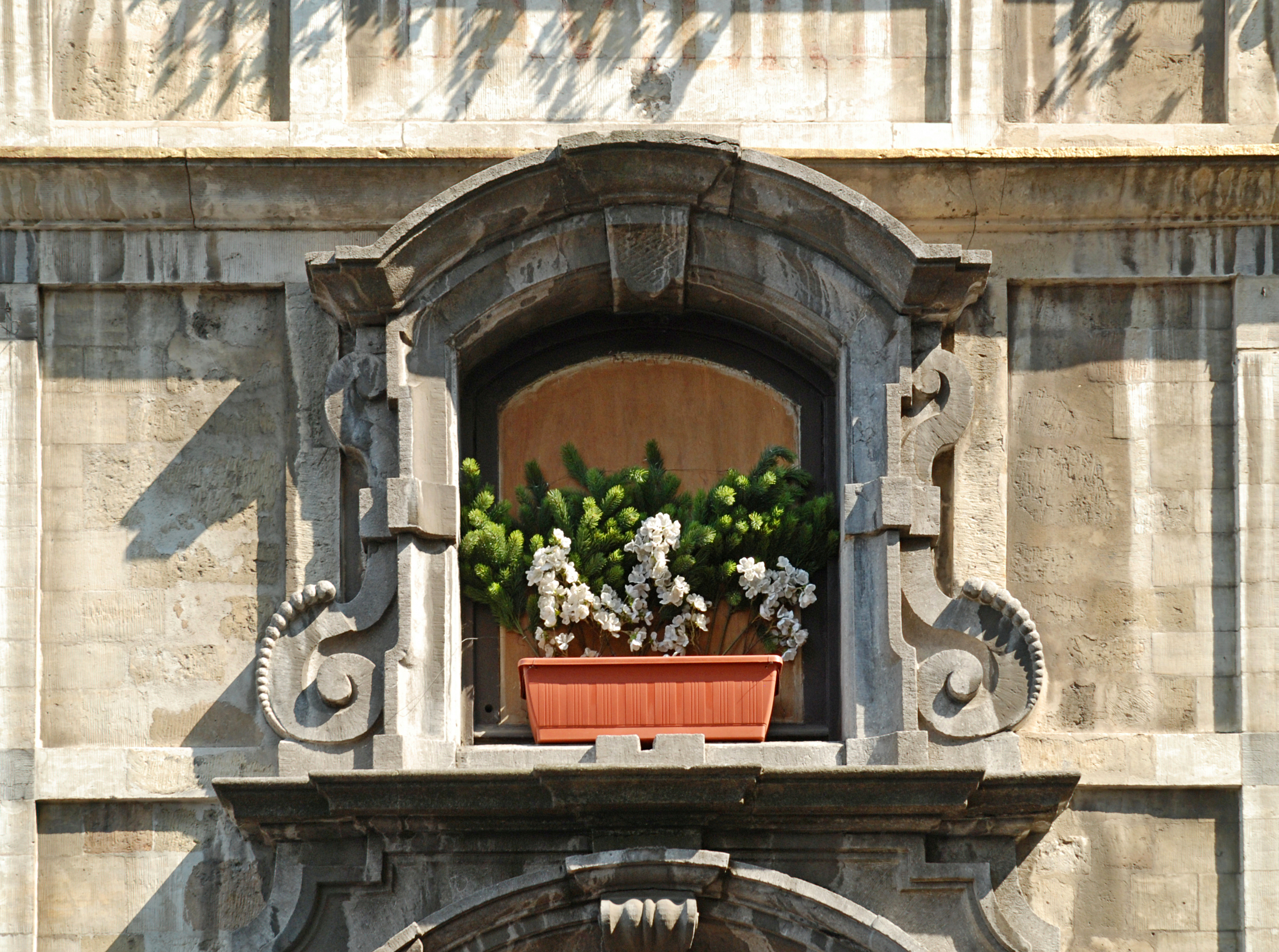
Baie d'imposte.

### Premier étage
Le premier étage est percé de grandes fenêtres à croisée de pierre bleue.
Sa base est ornée de cinq bustes, réalisés par Alphonse Gilis en 1896-1899, qui représentent autant d'allégories que Pol Meirsschaut décrivait ainsi en 1900 dans son ouvrage Les sculptures de plein air à Bruxelles: Guide explicatif, de gauche à droite :
- le Feu (Vulcain qui crache des flammes) ;
- le Blé (Cérès ornée de fleurs des champs et d'épis de blé) ;
- Gambrinus (le jovial roi de la bière) ;
- le Houblon (une Flamande de riche nature) ;
- l'Eau (un vieillard à barbe fluviale).

Ces bustes sont soutenus par des consoles à volute dorée qui prennent appui sur les trumeaux de l'entresol.
Les bustes ont été remis en état en 1907 par G. Vanden Berg, puis à nouveau restaurés en 1987.

Les bustes
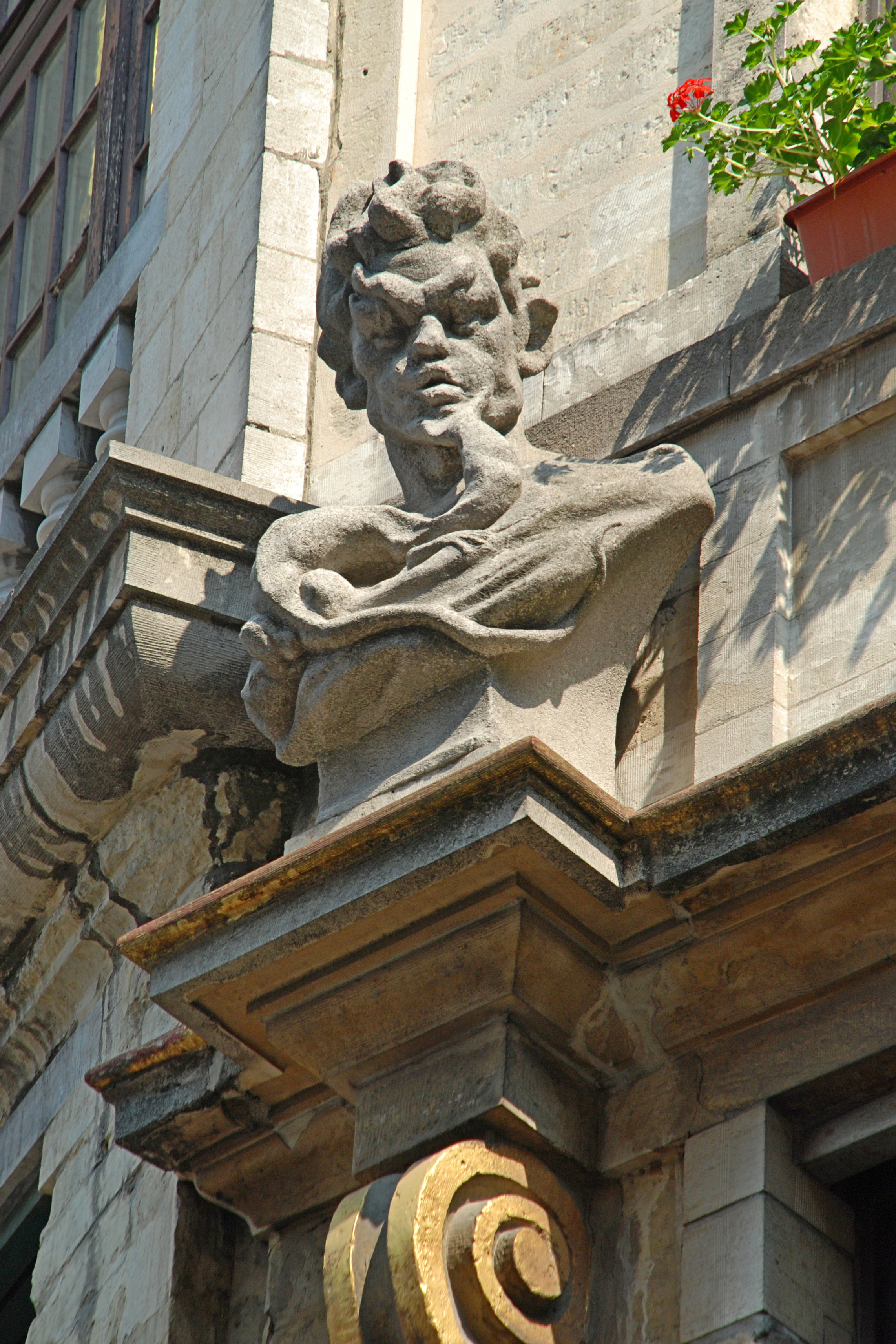
Vulcain.
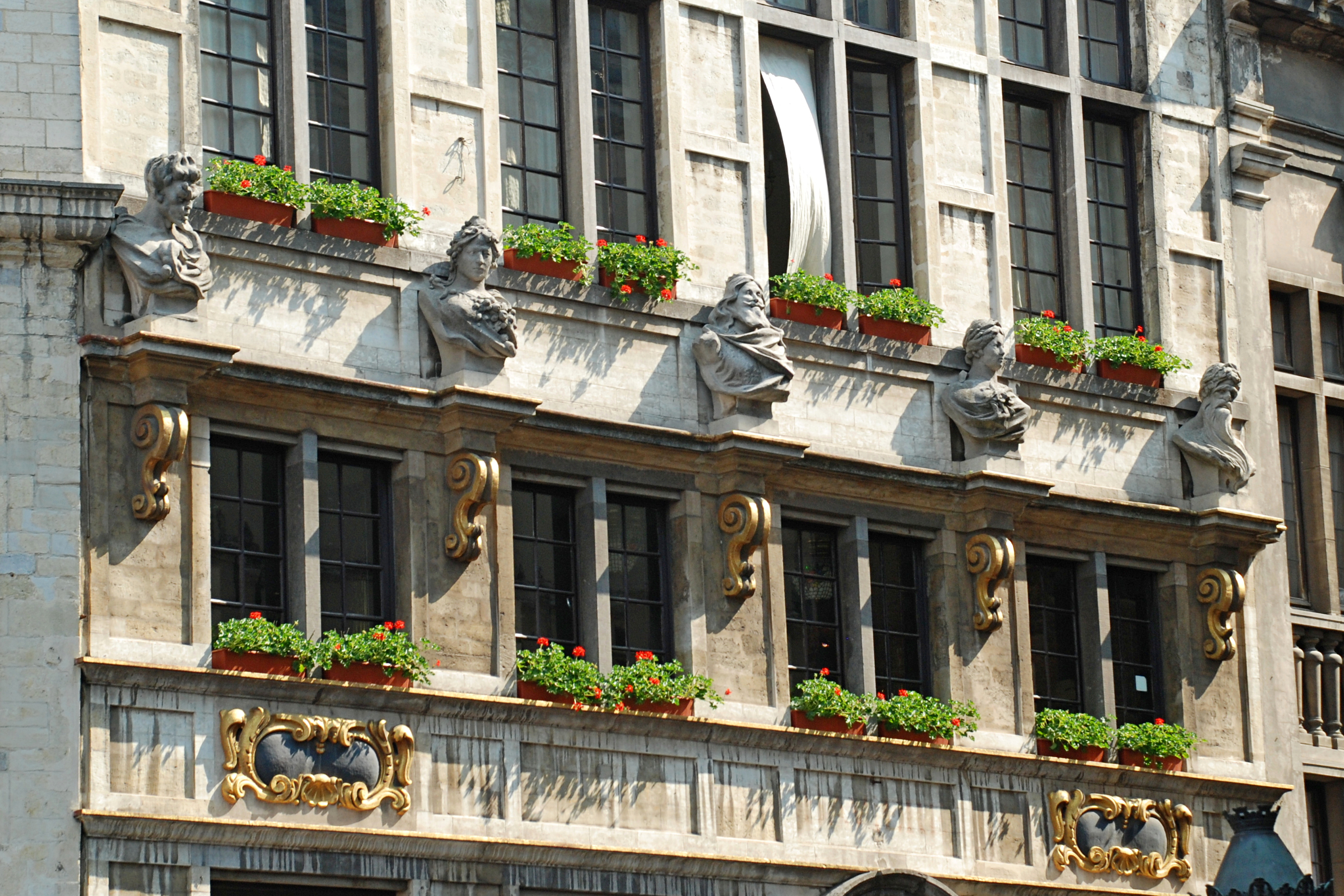
Vulcain, Cérès, Gambrinus, le Houblon, l'Eau.
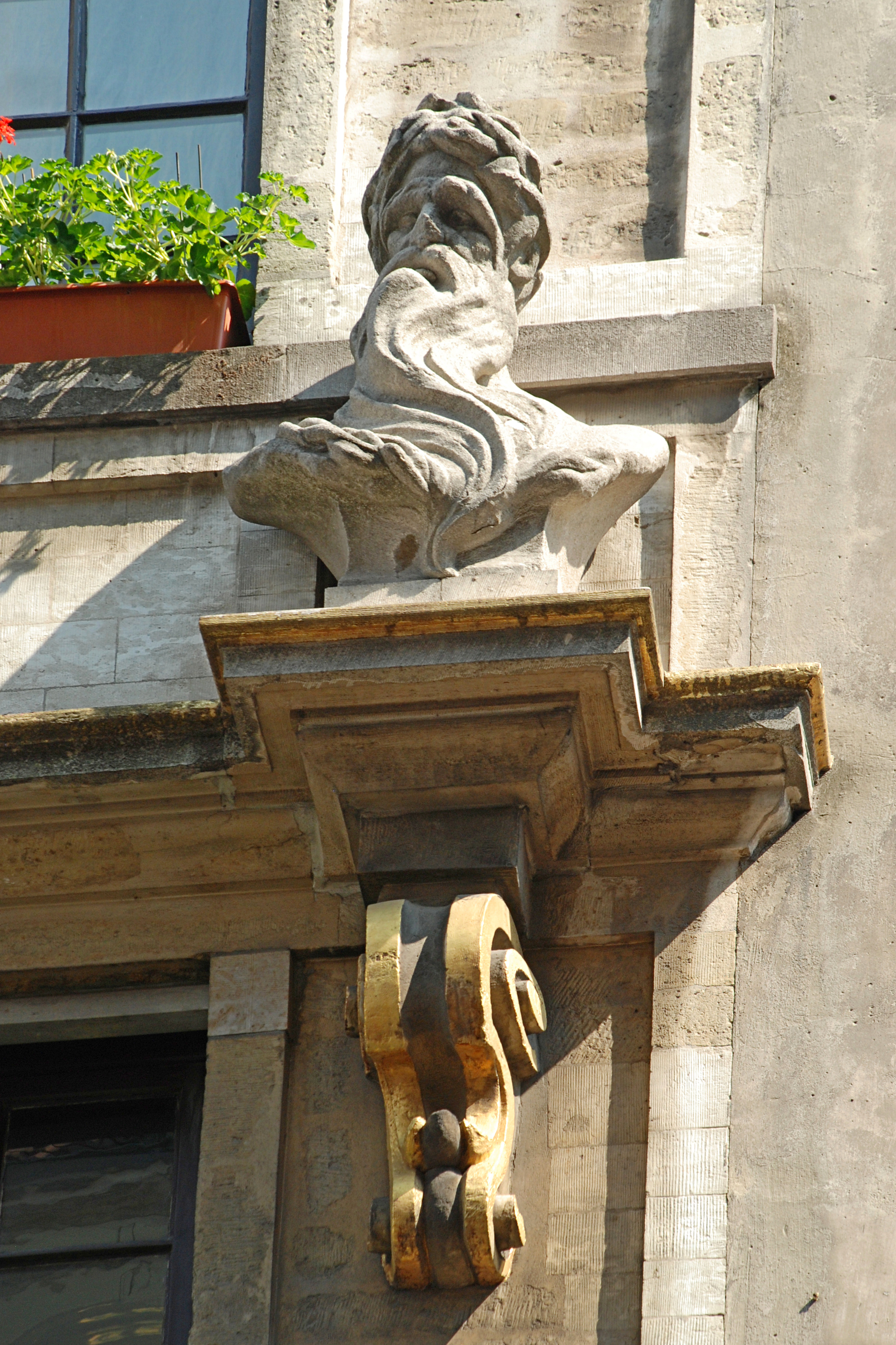
L'Eau.

## Pignon
La façade est sommée d'un élégant pignon de style baroque à deux niveaux, exécuté en pierre blanche. La partie centrale du pignon est percée d'un grand oculus circulaire, surmontée d'un fronton courbe et sommée de boules dorées.
Le pignon est flanqué de deux ailerons à volute et boule dorée, percés chacun d'un petit oculus ovale dont l'allège est ornée d'un cartouche rouge à bords dorés.
Ces deux cartouches, séparés par les balustres des deux travées axiales, composent ensemble le millésime « 1699 », année de reconstruction de la maison.

Le pignon baroque
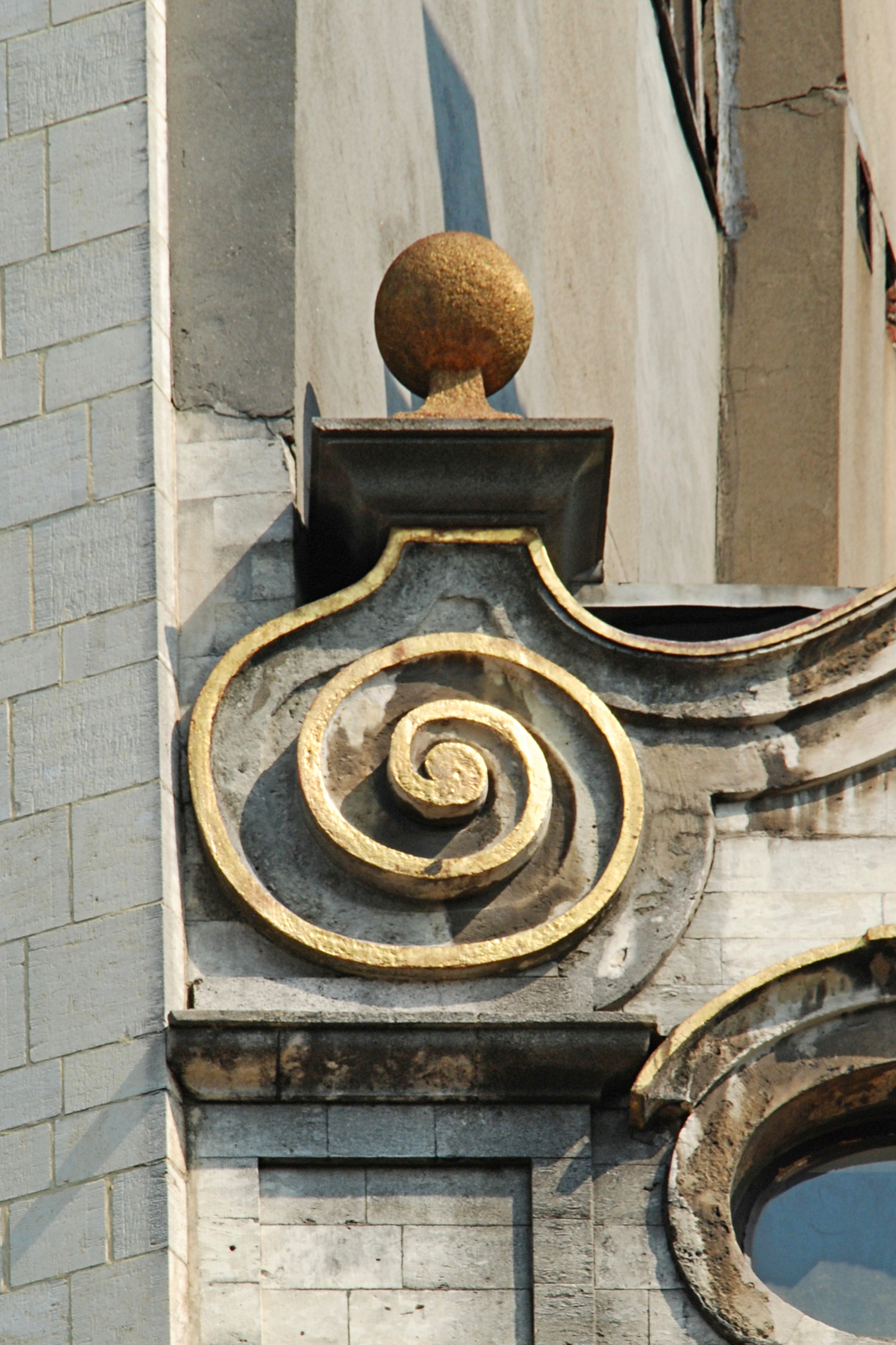
Volute dorée.
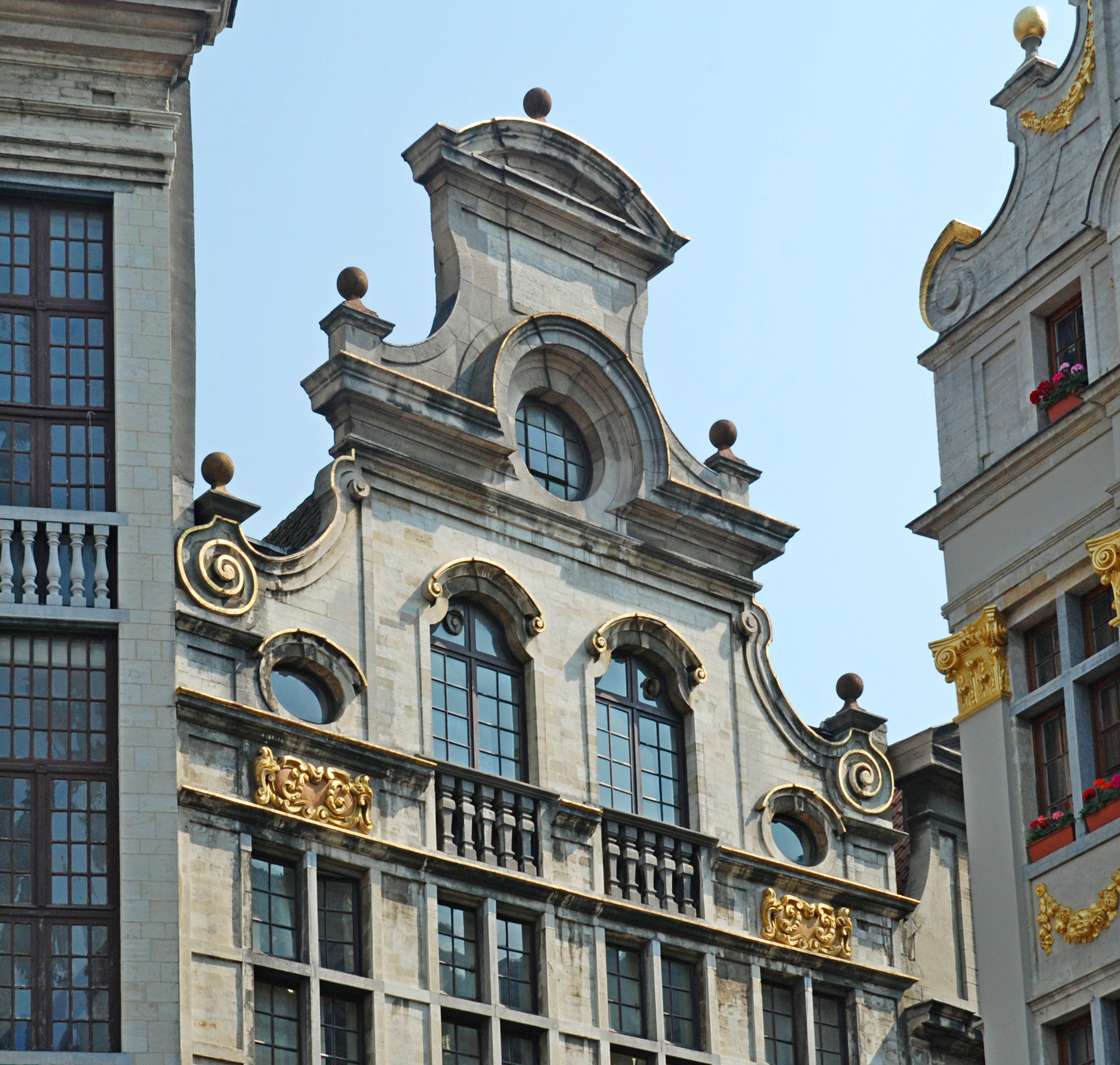
Le pignon.
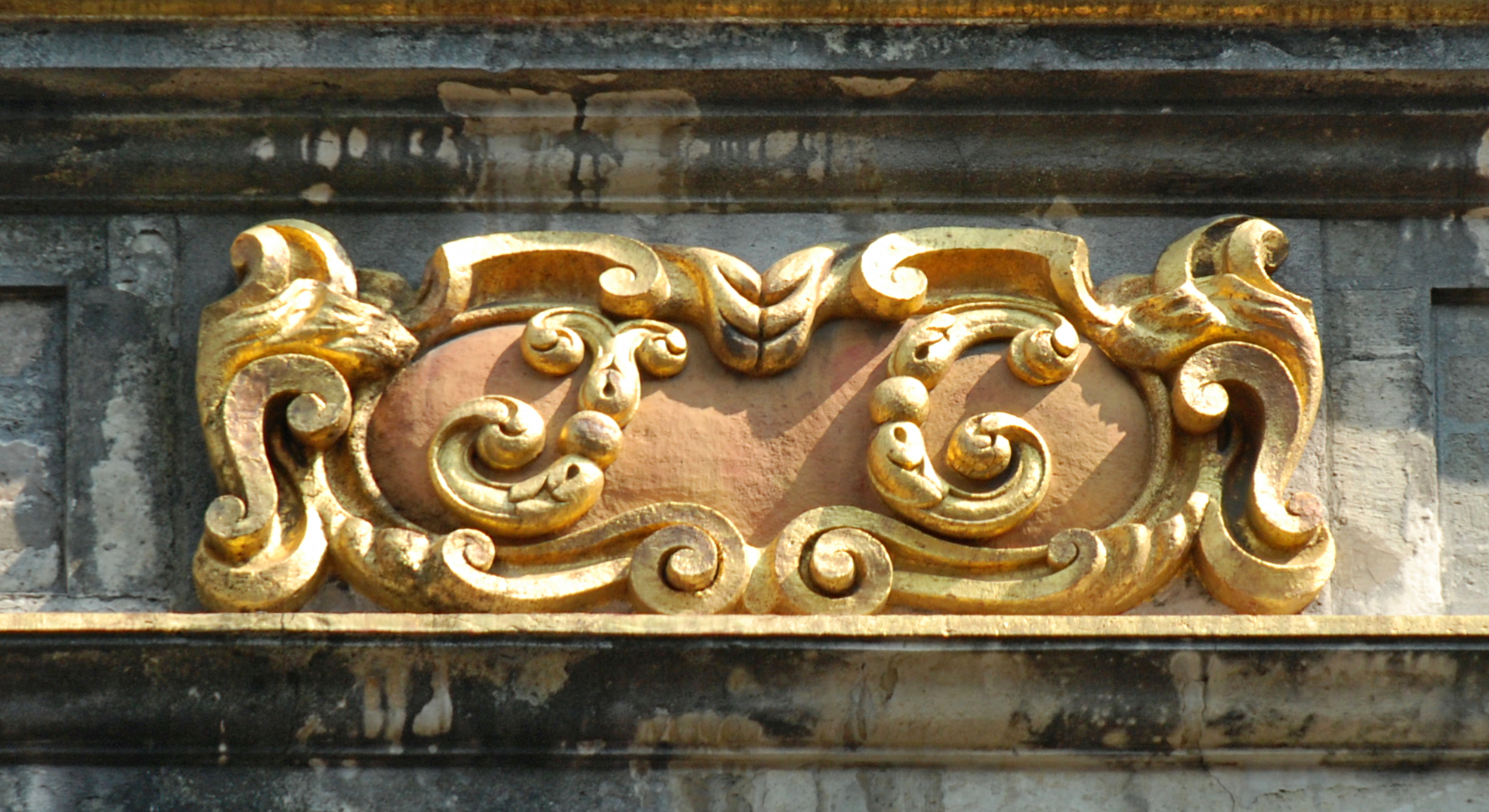
Cartouche « 16 ».